# Jerzy Otto Druw
Jerzy Otto Druw (Druff) herbu Wczele – strażnik żmudzki w latach 1656–1691.
W 1674 roku był elektorem Jana III Sobieskiego z Księstwa Żmudzkiego.